# Albert Knobel
Albert Nikolaus Knobel (* 6. November 1950) ist ein ehemaliger Schweizer Radrennfahrer.

## Werdegang
Knobel war von 1972 bis 1976 Radrennfahrer. Zu seinen grössten Erfolgen gehörte ein 1. Platz im Prolog des Grand Prix Guillaume Tell (1972), der 3. Platz in der Bergwertung der Tour of Britain (Milk Race, 1973) und ein 1. Platz in der Meisterschaft von Zürich (Züri-Metzgete, Amateure, 1976). 1974 gewann er im Grand Prix Guillaume Tell die Sprintwertung der Rundfahrt.
1976 war er Mitglied im Schweizer Profiradsportteam Cilo-Leutenegger.
Danach führte er über 30 Jahre ein Velogeschäft in Altendorf und betätigte sich dort auch politisch.
2015 bewarb er sich erfolglos, unter acht weiteren Kandidaten, für das Amt eines Ständerates im Kanton Schwyz. Seit 2021 lebt er im Fürstentum Liechtenstein.
Knobel beteiligte sich ab 2020 an den Protesten der Massnahmekritiker während der COVID-19-Pandemie in der Schweiz. Am 12. Juni 2021 begründete er auf dem Gurten bei Bern einen Verein namens Union Souveräner Völker.

## Erfolge
- 1971 – 1. Platz in Silenen – Amsteg – Bristen, Schweiz
- 1972 – 1. Platz im Prolog Grand Prix Guillaume Tell, Luzern, Schweiz
- 1973 – 8. Platz in der Gesamtwertung Grand Prix Guillaume Tell, Schweiz
- 1973 – 18. Platz in der Gesamtwertung Tour of Britain (Milk Race), Vereinigtes Königreich
- 1973 – 3. Platz in der Bergwertung Tour of Britain (Milk Race), Vereinigtes Königreich
- 1973 – 3. Platz in der 6. Etappe Vuelta al Táchira, El Vigia (Trujillo), Venezuela
- 1975 – 5. Platz in der Meisterschaft von Zürich (Züri-Metzgete, Amateure), Schweiz
- 1976 – 1. Platz in der Meisterschaft von Zürich (Züri-Metzgete, Amateure), Schweiz
- 1976 – 63. Platz in der Gesamtwertung Friedensfahrt

## Teams
- Cilo – Leutenegger, 1976